# Taikichirō Mori
Taikichirō Mori (jap. 森 泰吉郎, Mori Taikichirō, * 1. März 1904 in Tokio; † 30. Januar 1993 ebenda) war ein japanischer Akademiker, Unternehmer und Gründer von Mori Building, Japans größtem privaten Immobilienentwickler. Laut dem Forbes-Magazin war Mori zwischen 1991/92 mit einem Vermögen von damals 13 Milliarden US-Dollar, inflationsbereinigt etwa 29 Milliarden US-Dollar (Stand: Juli 2024), der reichste Mensch der Welt.

## Leben
Mori wurde 1904 als Sohn Tokioter Reisgroßhändler geboren. Sein Vater verwaltete außerdem Immobilien in Tokio. Mori erhielt 1928 einen Abschluss von der staatlichen Handelshochschule Tokio (heute Hitotsubashi-Universität) und verfolgte zunächst eine akademische Karriere. Er wurde 1932 Professor an der Höheren Schule für Technik und Gestaltung Kyōto (heute Technische Universität Kyōto). 1946 wurde er Professor an der Städtischen Handelsfachschule Yokohama (heute Städtische Universität Yokohama). Dort wurde er schließlich 1954 Dekan und behielt diese Rolle bis 1959.
Noch während seiner Zeit als Professor begann er, in die Fußstapfen seines Vaters als Immobilienentwickler zu treten, und gründete das Bauunternehmen Mori Building. Nachdem er sich 1959 aus der akademischen Welt zurückgezogen hatte, wurde er Präsident des Unternehmens. Unter dem Eindruck von Erdbeben und Bombenangriffen, denen die kleinen Tokioter Holzgebäude in der Vergangenheit zum Opfer gefallen waren, widmete sich Mori mit seiner Firma dem Stahlbetonbau. Im Zuge der Explosion der Immobilienpreise in Japan ab der zweiten Hälfte der 1980er-Jahre stieg der Wert des Immobilienbesitzes des Unternehmens rasant, wodurch Mori Anfang der 1990er-Jahre zwischenzeitlich zum reichsten Menschen der Welt wurde.

### Privates
Mori war verheiratet und hatte drei Kinder. Seine beiden Söhne Minoru Mori und Akira Mori übernahmen das Familienunternehmen nach seinem Tod. Er starb am 30. Januar 1993 im Alter von 88 Jahren an Herzversagen.
Mori war als bescheidener und wohlwollender Vermieter und Unternehmer angesehen. Er war dafür bekannt, auch als Unternehmenspräsident und reichster Mensch der Welt noch mit seiner eigenen Brotdose zur Arbeit zu kommen und einen einfachen Kimono zu tragen, und bewohnte eine kleine Wohnung in der Nähe seines Büros. Auf seinen Titel als reichster Mensch der Welt angesprochen, antwortete er, dass ihm dies nicht wirklich etwas bedeute, sein Reichtum nur auf die Immobilienspekulation in Tokio zurückginge und er im Grunde ein einfacher Vermieter wie sein Vater sei.